# Каховская, Ирина Константиновна

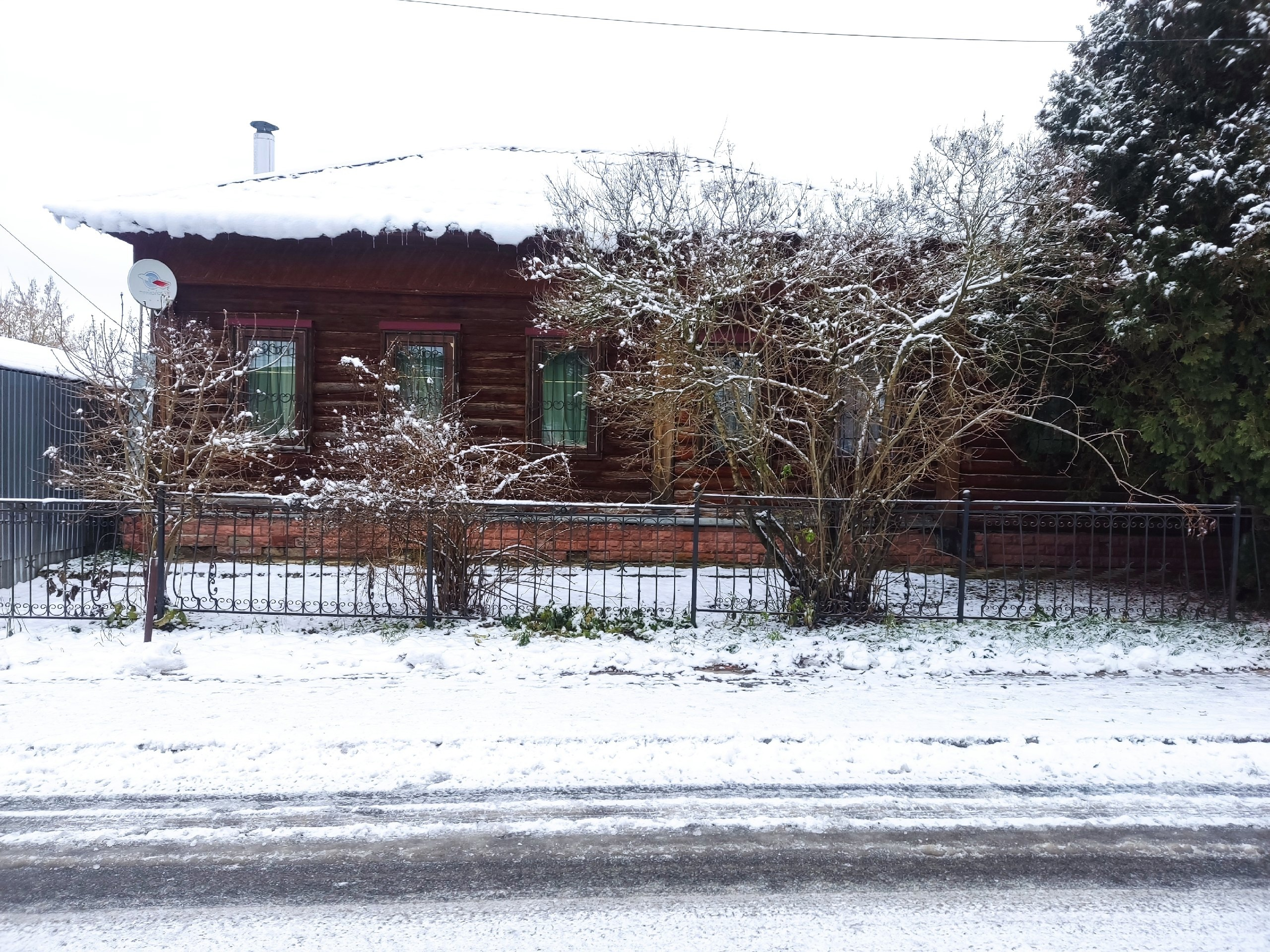
Дом в Малоярославце (ул. Ивановская, 30), где жила И.К. Каховская

Ири́на Константи́новна Кахо́вская (15 августа 1887, Тараща, Киевская губерния — 1 марта 1960, Малоярославец, Калужская область) — российский революционер, представительница партии эсеров, организатор убийства командующего оккупационными войсками на Украине генерал-фельдмаршала Германа фон Эйхгорна в 1918 году, правнучатая племянница декабриста Петра Каховского.

## Биография
Родилась в семье землемера и народной учительницы. С 28 августа 1897 года по 25 мая 1903 года училась в Мариинском институте для сирот благородного происхождения в Петербурге, которую окончила с серебряной медалью. Затем поступила на историко-филологическое отделение Женского Педагогического института.
C 1905 года увлеклась революционными идеями после того, как услышала выступление Максима Горького. Благодаря знакомству с Александрой Коллонтай на некоторое время поддержала идеи социал-демократии и стала секретарём партии большевиков в Петербурге. Вскоре Каховская изменила свои взгляды и вступила в Союз эсеров-максималистов. Летом 1906 г. вела революционную пропаганду среди крестьян по сёлам Самарской губернии.
28 апреля 1907 года произошёл первый арест столичным Охранным отделением («охранка»). Петербургский военно-окружной суд 7 марта 1908 г. приговорил её к каторжным работам сроком на 20 лет. При утверждении приговора срок был снижен до 15 лет. Отбывала наказание сначала в Новинской женской тюрьме в Москве, затем была отправлена в Мальцевскую тюрьму Нерчинской каторги, куда прибыла 16 июля 1908. В Нерчинской каторге уже находилась знаменитая «шестёрка» эсеров (Мария Спиридонова, Анастасия Биценко, Ревекка Фиалка, Лидия Езерская, Саня Измайлович, Мария Школьник), которые совершили триумфальное путешествие на поезде через всю Россию. С некоторыми из них она сохранила дружбу на долгие годы.
Каховская так описывала тюремную обстановку:

Поначалу мысли были заполнены образами друзей и природы, мечтами о побеге. Писали длинные письма друзьям, которые должны были быть сразу порваны, или сидели, бесконечно решая алгебраические или геометрические проблемы, — всё, чтобы избежать размышления, чтобы убить время и приготовить себя к ночному сну, который, как мы надеялись, будет наполнен прекрасными снами.— Maxwell M. Narodniki Women. Russian Women Who Sacrificed Themselves for the Dream of Freedom. — New York: Pergamon Press, 1990. (англ.)
Цитируется по изданию:

Чтобы поддержать свою дочь, в Сибирь переехала мать Каховской, которая нелегально передавала письма политкаторжанам. В 1914 году Ирину Каховскую амнистировали. После революции 1917 года она совместно с Марией Спиридоновой приняла участие в создании Читинского комитета ПСР. Также участвовала в расколе партии эсеров на левое и правое крыло, примкнув к первому. На II Всероссийском съезде Советов была членом президиума от левых эсеров.
После того, как ЦК ПЛСР санкционировал «террористическую борьбу», она вошла в Боевую организацию при ЦК. В 1918 году Ирина Каховская вместе со своим другом и однопартийцем Борисом Донским готовит покушение на генерал-фельдмаршала Германа фон Эйхгорна, который руководил военной оккупацией на Украине, а также на гетмана Скоропадского. В течение июня Каховская и Донской вели слежку, пытаясь установить наиболее удачное время и место для убийства немецкого маршала, которого считали безжалостным тираном. Было решёно, что его убьёт Донской. Историк Маргарет Маквселл писала, что для революционера его убийство было трагической необходимостью, которую можно искупить лишь своей собственной смертью. 30 июля Донской встретил незнакомца, который попросил указать ему направление к резиденции генерала Эйхгорна. Донской последовал за ним, через некоторое время раздался взрыв: Эйхгорн был убит. Каховская решила исполнить предписание до конца и убить гетмана, что было запланировано на время похорон немецкого генерала, однако Скоропадский покинул похороны до её приезда. После неудачи Каховская с двумя товарищами поехала ночевать в загородный дом, где попала в засаду, организованную немцами. Она подверглась пыткам и допросам, а затем была посажена в тюрьму и приговорёна к смертной казни. В ожидании утверждения приговора кайзером находилась несколько месяцев в немецкой комендатуре при Лукьяновской тюрьме. Во время её заключения в Германии началась Ноябрьская революция, но её отпустили лишь 24 января 1919 после нескольких кампаний в поддержку её освобождения.
В 1919 году её арестовали чекисты, но через 2 месяца она была освобождена благодаря вмешательству Ленина, так как стало известно, что она замышляла убийство Деникина — врага обеих партий. Убийство Деникина так и не состоялось в связи с тем, что её помощники заболели тифом. В Ростове, где должно было произойти покушение, Ирина продолжила заниматься пропагандой идей левых эсеров.

После прибытия в Москву перенесла заболевание тифом, была арестована в 1921 году и в 1922 году выслана в Калугу, где занималась написанием мемуаров, которые были опубликованы в Берлине на русском и немецком языках, а затем в Париже с предисловием Ромена Роллана.

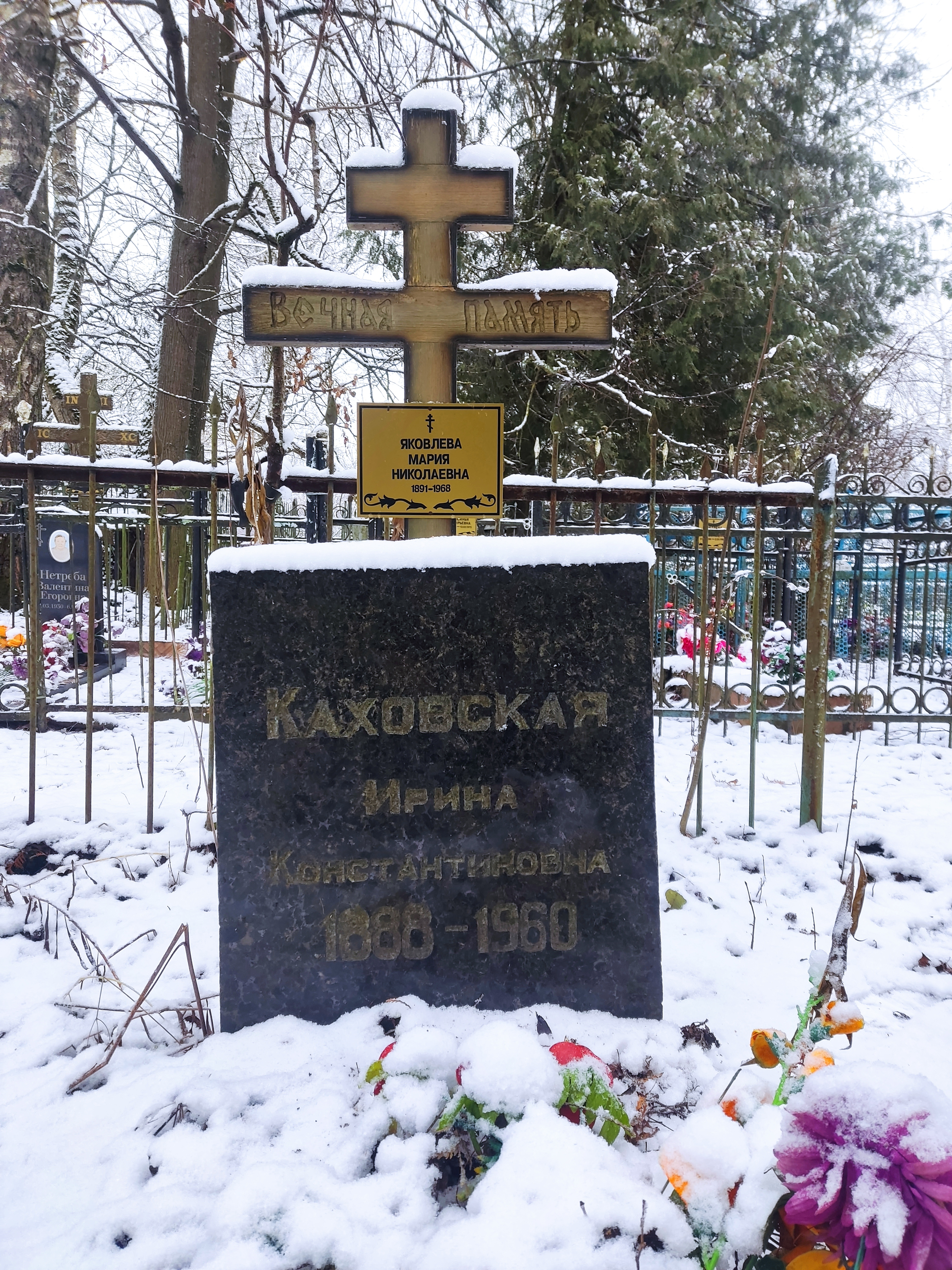
Могила И.К. Каховской

В марте 1925 года последовал новый арест Каховской, которую обвиняли не только в попытке возродить к жизни левоэсеровскую организацию в Калуге, но и в идейном руководстве студенческой организацией «Революционный авангард». Особое совещание при Коллегии ОГПУ осудило Каховскую на 3 года концлагеря с заменой на высылку в Вятку на тот же срок. Но по просьбе Е. Пешковой её вместо Вятки направили в Ставрополь-на Волге, а оттуда была переведёна в Самарканд, где соединилась с сосланными туда ранее М. А. Спиридоновой и А. А. Измайлович. По окончании срока ссылки Каховская, Измайлович и Спиридонова вместе с ними жила в Ташкенте, зарабатывала на жизнь техническими переводами с английского, давала частные уроки.
В начале 1930-х годов Каховская была вновь арестована и сослана в Уфу. В феврале 1937 года Каховская была вновь арестована и 25 декабря 1937 года на закрытом судебном заседании выездной сессии Военной коллегии Верховного суда СССР по сфабрикованному делу «Всесоюзного эсеровского центра» была приговорёна к 10 годам заключения. После недолгого пребывания в Ярославской и Владимирской тюрьмах, в 1939 году была направлена в Краслаг, где в течение 7 лет работала исключительно на общих работах: лесозаготовках и сельхозработах.
Была освобождена в феврале 1947 года, жила в Канске, где в последний раз была арестована в начале января 1948 года, содержалась в тюрьме Красноярска, после чего в 1949 году была возвращена в Канск в качестве ссыльной.
Всего провела в заключении и ссылках сорок пять лет. В 1954 году была освобождена из ссылки, в 1955 году переехала в Малоярославец, где занималась в том числе переводом сказки Антуана де Сент-Экзюпери «Маленький принц» (не опубликован). В 1957 году была реабилитирована по делу 1937 года. Умерла в 1960 году от рака печени. Похоронена на старом Малоярославском кладбище.

### Семья
Отец — Константин Иосифович Каховский (? — 1890).
Мать — Августа Фёдоровна.

## Воспоминания об Ирине Каховской
Теоретик эсеро-максимализма Г. А. Нестроев писал:

«Не производит ли она на вас впечатления святой? — спрашивала меня не раз знакомая с.-д. меньшевичка. — Какая вера! Какая преданность! Знаете, у неё очень часто нет денег на поездки за Шлиссельбургскую заставу к рабочим, и она идёт чуть ли не 10 вёрст пешком с Петербургской стороны. Только первые христиане так веровали да, пожалуй, первые русские социалисты. Теперь что-то мало таких, которые бы пешком ходили. Посмотрите на её лицо: бледное, спокойное, дышит глубокой верой в торжество социализма…
И эти слова были верны. <…> За её простоту, за её искренность, за её глубокую веру в торжество рабочей революции, которая передавалась её слушателям, к ней относились с глубоким уважением и ценили её, как лучшего друга».

## Избранные сочинения
- Каховская И.К., Спиридонова М.А. Женщины в революции. Святое дело освобождения России. — М.: Родина, 2024. — 232 с.
- Каховская И. К. Воспоминания террористки. — М.: Радикальная теория и практика, 2019. — 236 с.
- Kachovskaja I. K. Attentate auf Eichhorn und Denikin: Erinnerungen. — Berlin: Skythen, 1923. — 111 S. (нем.)